# Pinocchio (Carmelo Bene)
Pinocchio è un'opera teatrale di Carmelo Bene andata in scena per la prima volta nel 1961 al Teatro Laboratorio di Roma. Successivamente è stata ripresa in teatro in tre occasioni corrispondenti a diverse edizioni: nel 1966, nel 1981 e nel 1998. Nel 1999 ne è stata realizzata una versione adattata per la televisione, quindi tre edizioni radiofoniche e una discografica.

## Trama

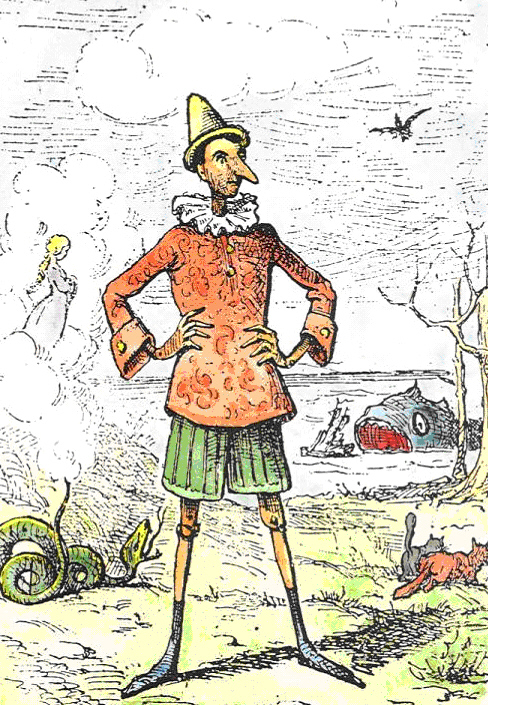
Ritratto di Pinocchio

Nel testo originale di Carlo Collodi, la trama è incentrata sul tema del puer aeternus, il fanciullo Pinocchio, impersonato nello spettacolo da Carmelo Bene. 
Pinocchio è un burattino pestifero e vivace, ricavato da un pezzo di legno intagliato da suo padre, Mastro Geppetto, sotto il consiglio dell'amico Mastro Ciliegia. 
Nel corso delle prime scene, Pinocchio prende vita ma, incurante delle leggi e dei doveri della reale, quotidiana, inizia a comportarsi come un delinquente. Sopraggiunge in scena il Grillo Parlante, che gli intima di comportarsi bene e di non far soffrire il padre, il quale, nel frattempo, si trova fuori per lavoro. Pinocchio, innervosito dalle parole "lavoro" e "somaro" che escono dalla bocca del Grillo, lo uccide con un martello. 
Geppetto rincasa e trova Pinocchio con le gambe bruciate. Gli chiede cosa sia accaduto, e allora Pinocchio gli racconta tutte le sue sventure, del Grillo Parlante e di una secchiata d'acqua ricevuta da un beccamorto al quale aveva chiesto un po' di pane.
Mastro Geppetto, facendo promettere a Pinocchio che sarebbe andato a scuola, che si sarebbe comportato bene e che avrebbe lavorato per guadagnarsi una buona posizione all'interno della società, consegna al burattino tre pere mature e vende la casacca per comprargli un abbecedario e un vestito nuovo per la scuola.
Il giorno dopo Pinocchio esce di casa, ma si perde in chiacchiere e scherzi nel teatro di Mangiafuoco, che lo cattura e medita di bruciarlo per arrostire il suo montone. 
Pinocchio piange e rinnega la sua vita, commuovendo Mangiafuoco, che decide di regalargli cinque monete.
Pinocchio, tutto contento, si avvia verso casa, ma viene fermato da due loschi figuri: il Gatto e la Volpe, che lo avvicinano, promettendogli di far germogliare un albero di zecchini d'oro, a patto che accettasse di piantare i suoi denari nel Campo dei Miracoli. 
Pinocchio si fa ingannare e va via con loro, ma finisce impiccato di notte da due assassini: il Gatto e la Volpe in persona, mascherati di nero.
Pinocchio è sul punto di morire, ma viene salvato appena in tempo dalla Fata dai Capelli Turchini, che lo cura e lo accudisce, facendosi promettere dal burattino, una volta per tutte, di comportarsi bene e di andare a scuola. Pinocchio promette, ma il giorno dopo incontra nuovamente il Gatto e la Volpe, che lo invitano insistentemente ad andare al Campo dei Miracoli a piantare monete d'oro. Pinocchio ovviamente si fa ingannare ancora.
Pinocchio decide di recarsi da un giudice per sporgere denuncia contro il Gatto e la Volpe, ma viene denunciato egli stesso. La Fata dai Capelli Turchini decide di perdonare il burattino ancora una volta e lo fa andare regolarmente a scuola, al fine di trovare un lavoro e ripagare il padre, Mastro Geppetto, di tutti i suoi sacrifici. Pinocchio, questa volta, si fa ingannare da un ragazzino, Lucignolo, che lo porta nel meraviglioso Paese dei Balocchi, dove non si studia mai e non si smette mai di giocare sulle giostre. Pinocchio e Lucignolo si divertono come matti, ma dopo qualche tempo si tramutano entrambi in asini e vengono venduti dal crudele gestore del Paese dei Balocchi.
La Fata dai Capelli Turchini, riconoscendo la bontà d'animo di Pinocchio, sinceramente pentito di tutti gli errori, decide di salvarlo un'ultima volta, ma Pinocchio, ancora asino, si rompe una zampa e viene gettato in mare, dove finisce in bocca ad una balena. La stessa balena, pochi giorni prima, aveva inghiottito Mastro Geppetto, il quale si era messo in mare alla ricerca del figlio. Padre e figlio si ricongiungono nella pancia dell'animale marino e riescono a scappare. 
Una volta tornati a casa, Pinocchio inizia ad andare a scuola e a lavorare, riuscendo a guadagnare quanto basta per sostenere il padre, ormai vecchio, e se stesso.
Sul suo cammino incontra nuovamente i mendicanti Gatto e Volpe, che lo invitano ad aiutarli. Pinocchio citando una serie di proverbi, li abbandona al loro destino entrando a scuola.

## Il rifiuto di crescere
Carmelo Bene, nelle sue Proposte per il Teatro, definisce il Pinocchio come uno... 
...spettacolo dell'infortunio sintattico nel teatrino perverso della Provvidenza ("la bella bambina dai capelli turchini") e dell'indisciplina cieca d'un pezzo di legno crocifisso da pro-verbi tricolori della carne: mortalità natale e sciagurata crescita umana.
Pinocchio rappresenta l'incapacità, il rifiuto o l'impossibilità di crescere, quasi preveggendo che, dopo l'infanzia, dove tutto appare così indefinito e onnipotente, inizia l'imputridimento. Carmelo Bene ama descrivere il suo Pinocchio come un'"inumazione prematura di una salma infantile che scalcia nella propria bara", affermando che:
"L'essermi, come Pinocchio rifiutato alla crescita è se si vuole la chiave del mio smarrimento gettata in mare una volta per tutte. L'essermi alla fine liberato anche di me".
"Liberarsi di sé stesso" significa dare scacco all'Io tirannico della rappresentazione, liberazione, questa, che Bene otterrà in tutti i suoi spettacoli teatrali, o meglio, nel suo "teatro senza spettacolo", aggiungendo inoltre che
« il rifiuto alla crescita è conditio sine qua non all'educazione del proprio "femminile"».

## Testo ed "esecuzione"
Il testo del Pinocchio viene estrapolato da quello di Collodi pressoché identico, senza aggiunte o sottrazioni di sorta. Ciò che muta o altera l'uguale, prendendo come punto di riferimento la terza edizione del Pinocchio, è la scarna scenografia (soggiacente alla phoné), limitata nell'illuminazione, come in quasi tutti gli spettacoli di Bene, che realizza un fondo pressoché buio da dove emergono i personaggi larvati, o meglio, maschere. Pinocchio e Geppetto, in posa statica, leggono la loro storia, imbeccati dal testo collodiano, senza possibilità di agire. I pochi movimenti che compiono sono spezzati, disarticolati, con scene che ricordano quadri surrealistici. Per quanto concerne la parte fonica, la phoné, Bene la descrive come:
"strappata al logos, quindi antifrastica... liberata dalla frase e quindi... liberata anche dai concetti... Non c'è nel Pinocchio lo spettegolio del teatro di prosa".
Dalla terza edizione in poi, Pinocchio (come tanti altri spettacoli di Bene) farà ampio uso del playback. I personaggi, tranne quello del burattino, saranno interpretati dalla stessa attrice che, di volta in volta, muterà maschera e anche voce, rigorosamente in playback.

## Testimonianze
Giuliana Rossi afferma che fu lei a mettere in testa a Carmelo Bene l'idea del primo spettacolo sul Pinocchio collodiano, con cui venne inaugurato, nel 1961, il Teatro Laboratorio. Giuliana, d'accordo con Edoardo Bruno, giudica questo Pinocchio il più bello spettacolo mai messo in scena. Bene confermò:
Lydia Mancinelli ricorda che Carmelo Bene, in un'edizione del Pinocchio: « ... veniva catapultato in platea, da un'altalena gigantesca, dalla graticcia andava a finire a metà platea del Quirino, con i fari che si accendevano (bianco, rosso e verde) [....]. Insomma, era un teatro che non aveva niente a che vedere con [...] le altre persone che hanno fatto teatro d'avanguardia con quello che aveva fatto lui. Non ho visto mai niente di simile ».

## Edizioni

### Teatro
- 1961 - I edizione. Pinocchio. Teatro Laboratorio, Roma, con R. B. Scerrino, G. Lavaggetto.
- 1966 - II edizione. Pinocchio. Teatro Centrale, Roma.
- 5 dicembre 1981 - III edizione. Pinocchio, storia di un burattino. Teatro Verdi, Pisa. Con L. Mancinelli, fratelli Mascherra. Musiche di G. Giani Luporini. Scene e costumi di Carmelo Bene. Maschere di Gianni Gianese. Strumentazione fonica: R. Maenza.
- 10 novembre 1998 - IV edizione. Pinocchio, ovvero lo spettacolo della Provvidenza. Teatro dell'Angelo, Roma. Con S. Bergamasco. Voci in play-back di Carmelo Bene, S. Bergamasco, Lydia Mancinelli. Musiche: Gaetano Giani Luporini. Scene e maschere: T. Fario. Costumi: L. Viglietti.

### Televisione
- 1999 – Pinocchio, ovvero lo spettacolo della Provvidenza; riduzione e adattamento da Carlo Collodi di Carmelo Bene; regia e interprete[12] principale C.B., musiche Gaetano Giani Luporini; scene e maschere T. Fario; costumi L. Viglietti; direttore della fotografia G. Caporali; montaggio F. Lolli; altri interpreti[12]: S. Bergamasco; luci spettacolo D. Ronchieri; fonico A. Macchia; assistente alla regia M. Lamagna; postproduzione audio C. Bocci; postproduzione in Edit box C. Bonavita; direttore di produzione G. de Vizio; produzione RAI e Nostra Signora S.r.l.; durata 75'; trasmesso il 29/5/1999, Rai 2.

### Radio
- 1974 - Pinocchio. due parti dal romanzo omonimo di Carlo Lorenzini Collodi. Personaggi e Interpreti[12]: Pinocchio: Carmelo Bene; La Bambina dai Capelli Turchini: Lydia Mancinelli; Lucignolo: Luigi Mezzanotte; La Volpe: Bianca Doriglia, Mastro Ciliegia, Il Grillo Parlante, Il Pappagallo, L'Imbonitore: Cosimo Cinieri; Geppetto, Mangiafuoco, Il Gatto, Il Narratore: Alfiero Vincenti; Un Ragazzo, Rosa Bianca Scerrino; La Piccola Vedetta Lombarda: Irma Palazzo.
- 1998 – Pinocchio, ovvero lo spettacolo della Provvidenza; di C. Collodi
- 1999 – Pinocchio, ovvero lo spettacolo della Provvidenza; riduzione e adattamento da Carlo Collodi di Carmelo Bene; regia e interprete[12] principale C. B., musiche Gaetano Giani Luporini; scene e maschere T. Fario; costumi L. Viglietti; direttore della fotografia G. Caporali; montaggio F. Lolli; altri interpreti: S. Bergamasco;

### Discografia
- 1981 – Carmelo Bene in Pinocchio (storia di un burattino da Collodi); nel centenario della nascita di Pinocchio; regia, elaborazione testi e voce principale C. B.; musiche di Gaetano Giani Luporini; la Fatina L. Mancinelli; tecnici della registrazione: G. Burroni, M. Contini, B. Bucciarelli; Mixer L. Torani; produzione a cura di R. Maenza; registrazione effettuata a Forte dei Marmi - CGD.